# NGC 2064
NGC 2064 је рефлексиона маглина у сазвежђу Орион која се налази на NGC листи објеката дубоког неба.
Деклинација објекта је + 0° 0' 21" а ректасцензија 5h 46m 18,4s. Привидна величина (магнитуда) објекта NGC 2064 износи 12,7. NGC 2064 је још познат и под ознакама LBN 1627.